# هاپوتاله پالگاما
هاپوتاله پالگاما (به لاتین: Haputale Pallegama) یک منطقهٔ مسکونی در سری‌لانکا است که در استان مرکزی (سری‌لانکا) واقع شده‌است.